# Olof Gigon
Olof Gigon (Basilea, Suiza, 28 de enero de 1912-Atenas, Grecia, 18 de junio de 1998) fue docente, filólogo e historiador de la filosofía. Autor de numerosos ensayos sobre historia de la filosofía griega.

## Biografía
Era hijo del médico Alfred Gigon (1883-1975) y de una química sueca. Estudió filología clásica en la universidad de su ciudad natal, con Rudolf Tschudi (1884-1960) como profesor de filología oriental, y durante un año en la de Múnich (1932-33). Obtuvo su doctorado en Basilea, con una tesis sobre Heráclito (1934). Además del latín y del griego (antiguo y moderno), aprendió el persa, el turco y el árabe. Discípulo del célebre historiador de la filosofía Werner Jaeger, ejerció durante los años 1930 como profesor de filología y filosofía, primero en la Universidad de Friburgo y luego en la de Berna. Doctor honoris causa por la Universidad de Gotemburgo (1966) y la de Atenas (1974), ciudad en la que pasó sus últimos años. Gran conocedor del mundo clásico, dedicó numerosos ensayos a la historia del pensamiento filosófico de la antigua Grecia, desde sus orígenes hasta el período helenístico.

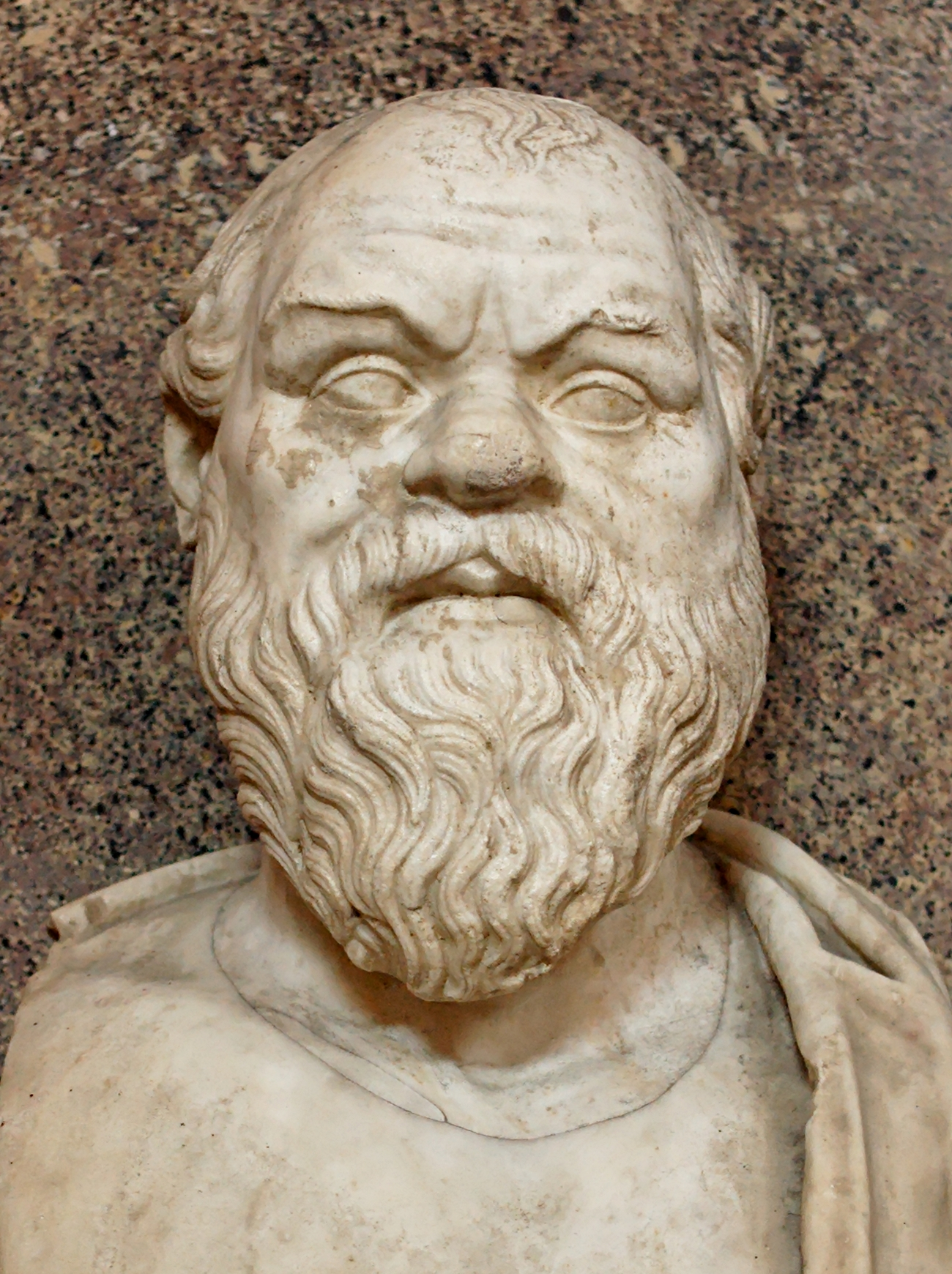
Busto de Sócrates, conservado en el Museo Vaticano

Son importantes sus contribuciones a las relaciones entre la filosofía presocrática y algunos aspectos de la mitología griega. Entre 1950 y 1971 trabajó en la edición de las obras completas de Aristóteles, aportando una rigurosa revisión filológica. Añadió en 1987 fragmentos de obras aristotélicas perdidas.
En su obra sobre Sócrates contribuyó al enconado debate académico sobre la realidad del personaje. Gigon sostiene que, desde un punto de vista filológico, lo único que sabemos sobre Sócrates, lo único que supera el filtro del conocimiento histórico objetivo, es el proceso que culminó con su condena a muerte, y algunos eventos aislados. Gigon admite la existencia de alguien llamado Sócrates, pero niega que tenga mucho que ver con la persona descrita por Platón, Jenofonte, Aristóteles o —primera aparición del personaje— Aristófanes. Disiente así de otros estudiosos, que admiten la objetividad histórica de los textos de su discípulo Platón, y por tanto la conservación del pensamiento filosófico de Sócrates.

## Algunas obras publicadas
- Der Ursprung der griechischen Philosophie, Basilea, Suiza, 1945
- Sokrates, Sein Bild in Dichtung und Geschichte, Berna, A.Francke, 1947
- Kommentar zu Xenophons Memorabilien, Berna, Fridrich Reinhardt, 1956 (2ª edición)
- Grundprobleme der antiken Philosophie, 1970 (2ª edición)
- Studien zur antiken Philosophie, Berlín, Walter de Gruyter Ed., 1972
- Gegenwärtigkeit und Utopie. Interpretation von Platons Staat, Zúrich-Múnich, Artemis, 1976
- La teoria e i suoi problemi in Platone ed Aristotele, Nápoles, Bibliopolis, 1987